# Hapoel Safed
Hapoel Safed – izraelski zawodowy klub koszykarski z siedzibą w Safedzie.

## Historia
Zespół Hapoel Safed dwukrotnie grał w Izraelskiej Super Lidze. Pierwszy raz miało to miejsce w 1996 roku z trenerem Mojżeszem Gerszonem. Zespół rozpadł się wówczas po jedenastu kolejkach i osiągnięte wyniki zostały anulowane. Po raz drugi miało to miejsce w 2001 roku z trenerem Ronny Altmanem. Następnie zespół spadł do trzeciej ligi (Liga Artzit), a obecnie prowadzi rozgrywki w Lidze A Północy.